# Rugby Calvisano 2006-2007

## Super 10 2006-07

### Stagione regolare
| Incontro                    | Andata | Ritorno |
| --------------------------- | ------ | ------- |
| Capitolina — Calvisano      | 7-28   | 9-13    |
| Calvisano — L’Aquila        | 37-6   | 19-16   |
| GRAN Parma — Calvisano      | 19-33  | 18-19   |
| Calvisano — Benetton        | 25-16  | 12-18   |
| Petrarca — Calvisano        | 34-12  | 30-33   |
| Calvisano — Rovigo          | 19-3   | 13-12   |
| Calvisano — Amatori Catania | 50-6   | 20-24   |
| Viadana — Calvisano         | 21-14  | 29-22   |
| Calvisano — Parma           | 17-9   | 31-29   |

#### Risultati della stagione regolare
| Posizione | G  | V  | N | P | PF  | PS  | DP   | B | Pt |
| --------- | -- | -- | - | - | --- | --- | ---- | - | -- |
| 3ª        | 18 | 13 | 0 | 5 | 417 | 306 | +111 | 7 | 59 |

### Fase finale
| Turno | Incontro            | Andata | Ritorno |
| ----- | ------------------- | ------ | ------- |
| SF    | Calvisano — Viadana | 19-10  | 19-30   |

## Heineken Cup 2006-07

### Prima fase
| Incontro                   | Andata | Ritorno |
| -------------------------- | ------ | ------- |
| Calvisano — Stade français | 10-45  | 6-47    |
| Sale Sharks — Calvisano    | 67-11  | 29-11   |
| Calvisano — Ospreys        | 27-50  | 9-26    |

#### Risultati della prima fase
| Posizione | G | V | N | P | PF | PS  | DP   | B | Pt |
| --------- | - | - | - | - | -- | --- | ---- | - | -- |
| 4ª        | 6 | 0 | 0 | 6 | 74 | 264 | -190 | 0 | 0  |

## Coppa Italia 2006-07

### Prima fase
| Incontro             | Risultato |
| -------------------- | --------- |
| Calvisano — Petrarca | 31-17     |
| L’Aquila — Calvisano | 25-40     |
| Calvisano — Rovigo   | 35-9      |
| Parma — Calvisano    | 28-30     |

#### Risultati della prima fase
| Posizione | G | V | N | P | PF  | PS | DP  | B | Pt |
| --------- | - | - | - | - | --- | -- | --- | - | -- |
| 1ª        | 4 | 4 | 0 | 0 | 136 | 79 | +57 | 3 | 19 |

### Fase finale
| Turno | Incontro               | Risultato |
| ----- | ---------------------- | --------- |
| SF    | Calvisano — Capitolina | 30-16     |
| F     | Calvisano — Viadana    | 9-16      |

## Verdetti
- Calvisano qualificato allo spareggio italo-celtico per la Heineken Cup 2007-08.